# Ewa
Ewa este un district din Nauru cu aprox. 300 locuitori și o suprafață de 1,2 km².